# Ride (videogioco)
Ride è un videogioco di motociclismo sviluppato da Milestone.
È dotato di tutte le moto in mercato fino a metà del 2014. Dispone anche di alcune moto storiche che comprendono un arco di tempo a partire dalla metà degli anni '80 fino ai primi anni 2000.
Produttori come Aprilia, BMW, Triumph, Ducati, Kawasaki, KTM, MV Agusta, Yamaha, Honda, Suzuki e Bimota sono presenti nel gioco.
I giocatori iniziano la campagna tour mondiale con una naked di classe leggera; oltre alla campagna principale c'è anche una opzione di Gara veloce e trofei Elite.